# Buxton (Karolina Północna)
Buxton – jednostka osadnicza w Stanach Zjednoczonych, w stanie Karolina Północna, w hrabstwie Dare, nad Oceanem Atlantyckim.